# Julidochromis transcriptus
Espèce
Statut de conservation UICN

 LC  : Préoccupation mineure
Julidochromis transcriptus est un poisson appartenant à la famille des Cichlidae. Comme toutes les espèces du genre Julidochromis, il est endémique du Lac Tanganika.

## Reproduction
Julidochromis transcriptus est, comme les autres Julidochromis, un pondeur sur substrat caché. La femelle dépose une petite quantité d'œufs sur un rocher à l'abri de la lumière, qui sont ensuite fertilisés par le mâle. Après éclosion, le mâle et la femelle gardent le frai.